# 游显
游显（1210年—1283年），字子明，元朝官员。
游显本代州崞县大姓。金宣宗迁汴州，将其家族迁到许州临颍。1232年，蒙古攻克许州，因为他会说蒙古语，擢游显为经历。从伐南宋，下襄阳，授副达鲁花赤。1238年，襄阳别将刘义反蒙，执游显等送至建康。孟珙移镇鄂州，使游显戍守淮北。游显逃回北方。1240年，窝阔台赐给他白金五万两、锦衣二袭，襄阳新附民二百家为佃户。蒙哥即位，授金符。1258年，游显在汤阴谒见忽必烈。授银章，行宣抚使事。忽必烈继位，以游显为中书左丞、大名宣抚使张文廉下。1261年，改为大名宣抚使。1262年，李璮反蒙，以游显行宣慰司于大名、洺、磁、怀、孟等州，及河南东西两路。1265年，进嘉议大夫、益都路总管。改任南京路总管。1267年，改大都路总管，兼府尹。1269年，授河北河南道提刑按察使。1271年，改总管襄阳水军万户。又改陕西四川道提刑按察使。伯颜渡过长江，授游显为前军宣抚使。招抚平江府，朝廷授游显平江路宣抚使。1277年，改为中训大夫、浙西道宣慰使，入觐，忽必烈赐白貂裘。1279年，改为中奉大夫、中书右丞、行浙西宣慰使。1282年，拜荣禄大夫、江淮等处行中书省平章政事。去世时，年七十四岁。其子游永锡，海交广东道廉访使；游永禄，知绥德州。